# Günter Bannas

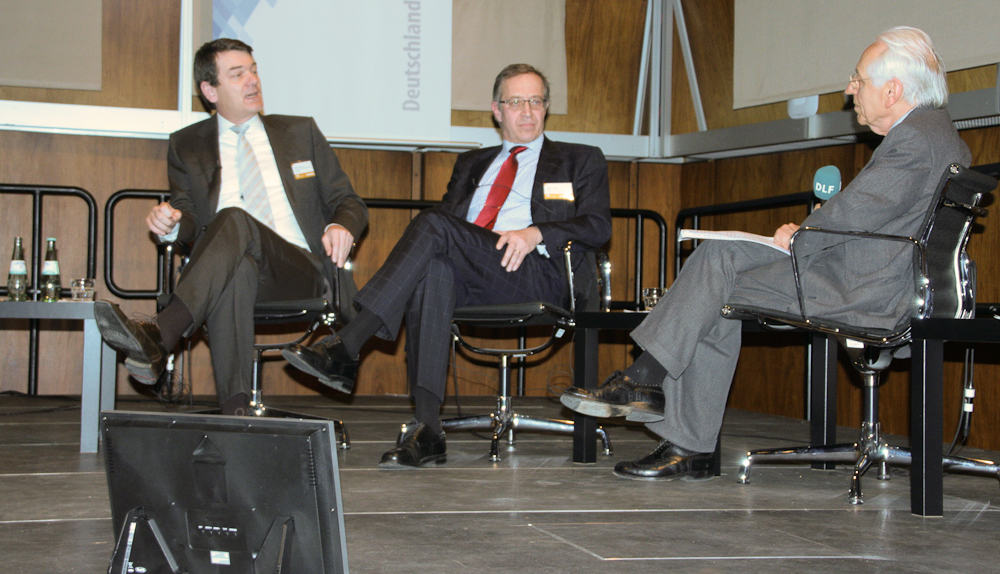
Günter Bannas (in der Mitte; 2012)

Günter Bannas (* 8. Mai 1952 in Kassel) ist ein deutscher Journalist und ehemaliger Leiter des Hauptstadtbüros der Frankfurter Allgemeinen Zeitung (FAZ).

## Leben
Günter Bannas ging in Köln zur Schule und machte 1971 am humanistischen Friedrich-Wilhelm-Gymnasium sein Abitur. Nach vier Semestern Geschichte studierte er Volkswirtschaftslehre, Finanzwissenschaften, Politische Wissenschaften und Sozialpsychologie. 1979 legte er an der Universität Köln das Diplom-Examen ab.
Zu Beginn seiner Studienzeit arbeitet er bei der Schüler- und Studentenzeitschrift direct mit, herausgegeben von der Katholischen Studierenden Jugend (KSJ), in der sich Bannas engagierte. Ab 1977 war er als ständiger freier Mitarbeiter in verschiedenen politischen Redaktionen beim Deutschlandfunk tätig. 1979 trat er in die Nachrichtenredaktion der FAZ ein. Ab 1981 zur politischen Berichterstattung nach Bonn entsandt, beschrieb Bannas in den 1980er Jahren die Entwicklung der Grünen. Parteien, Parlament und Innenpolitik blieben auch später seine Schwerpunkte. Ab 1997 leitete er das Bonner Büro der Süddeutschen Zeitung. 1998 wechselte er wieder in die Bonner Redaktion der FAZ. Seit 1998 leitet er das politische Ressort der Zeitung in Bonn, seit dem Umzug von Parlament und Regierung 1999 die politische Redaktion in Berlin.
2012 berichtete der Schriftsteller Rainald Goetz, sein Romanprojekt Johann Holtrop habe auch deshalb im Schaffensprozess einen neuen Zuschnitt erfahren, da der ursprünglich zum Gegenstand erkorene „Berliner Betrieb“ bereits von Bannas erschöpfend festgehalten werde.
Zuletzt leitete Bannas die Parlamentsredaktion der FAZ in Berlin. Am 20. März 2018 wurde er in den Ruhestand verabschiedet; an der Veranstaltung nahmen Bundeskanzlerin Merkel, die Parteivorsitzenden Olaf Scholz (SPD) und Horst Seehofer (CSU), einige Minister der Kabinette Merkel III und Merkel IV sowie zahlreiche andere Politiker und Journalisten teil.
Günter Bannas ist mit der Berliner Malerin Sabine Schneider verheiratet.

## Auszeichnungen
- 2011 erhielt Bannas den Medienpreis Politik des Deutschen Bundestages. In seiner Laudatio würdigte der Chefredakteur des Deutschlandfunks Stephan Detjen ihn als „Journalist, der uns immer wieder an den ursprünglichen Ort des Politischen in der Demokratie zurückführt: in den parlamentarischen Raum mit seinen großartigen Bühnen und verwinkelten Kulissen, hinter denen er mit unvergleichlicher Präzision aufspürt, was Politik in ihrem Kern ausmacht: den Diskurs, in dem Argumente formuliert, ausgetauscht, organisiert, instrumentalisiert, gegeneinander in Stellung gebracht werden“.[1]
- 2013 wurde Bannas als politischer „Journalist des Jahres“ und 2014 mit dem „Ernst-Dieter-Lueg-Preis“ geehrt.
- Für sein Lebenswerk wurde Bannas 2018 mit einem Theodor-Wolff-Preis ausgezeichnet.

## Schriften
- Der Vertrag zur deutschen Einheit. Insel-Verlag, Frankfurt am Main und Leipzig / Nomos-Verlag, Baden-Baden und Berlin 1990, ISBN 978-3-458-33690-7.
- Personallage der CDU: Enthauptungsschlag. Kohl hatte seinerzeit Geißler im Verdacht gehabt, ihn stürzen zu wollen. Im Verhältnis zwischen Merkel und Röttgen gab es durchaus Parallelen. Doch anders als zu Kohls Zeiten gehen der CDU die Politiker aus, die Säle füllen können. In: FAZ. 20. Mai 2012 (faz.net).
- Bundesregierung: Wie die Macht der Kanzlerin erodiert. Die Kabinettsdisziplin innerhalb der Bundesregierung löst sich auf. Wenn die Landtagswahlen für die CDU verloren gehen sollten, verliert Merkel ihren wichtigsten Schutz – den Erfolg. Wie einst Gerhard Schröder. In: FAZ. 20. Januar 2015 (faz.net).
- Machtverschiebung: Wie die Berliner Republik unsere Politik verändert hat. Propyläen Verlag, Berlin 2019, ISBN 978-3-549-10004-2.